# Metachirus
Metachirus  is een geslacht van buideldieren uit de familie der Opossums (Didelphidae). De wetenschappelijke naam van het geslacht werd in 1845 gepubliceerd door Hermann Burmeister.

## Soorten
Er worden drie soorten in dit geslacht geplaatst:
- Metachirus aritanai Miranda et al., 2023[3]
- Metachirus myosuros (Temminck, 1824)[4]
- Metachirus nudicaudatus (Geoffroy Saint-Hilaire, 1803) – Kaalstaartbuidelrat